# 牧歌

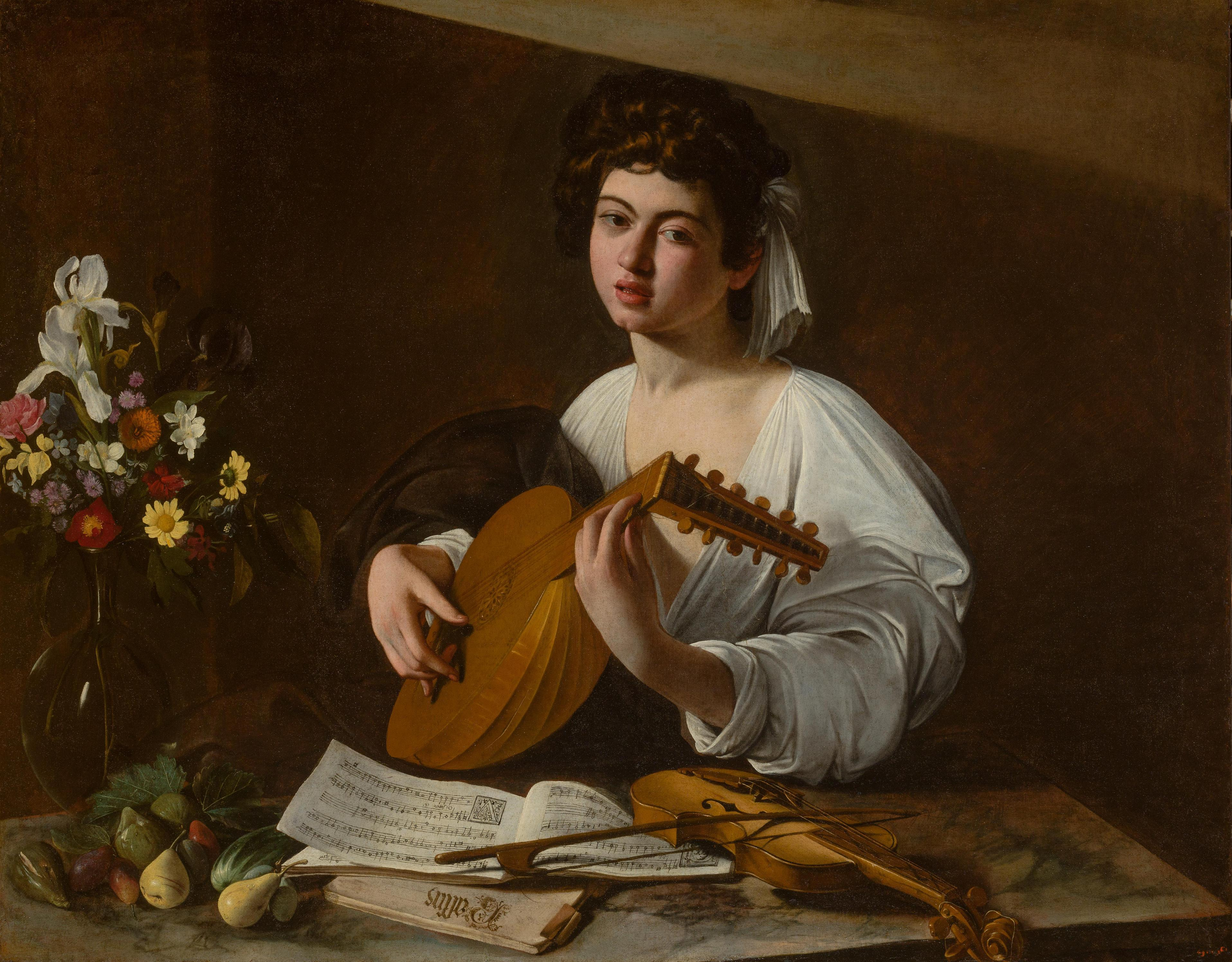
卡拉瓦乔的魯特琴手》，畫中魯特琴手正在閱讀作曲家阿卡代尔特的牧歌樂譜。該畫現於聖彼得堡冬宮典藏。

牧歌（義大利語：Madrigale）是一種於文藝復興時期（15至16世紀）以及早期巴洛克時期（1580年至1650年）期間流行的世俗聲樂形式，雖然也有部分後期歐洲作曲家重新詮釋此形式。 複音的牧歌作品通常為無伴奏合唱，聲部數量介於二至八部不等，但最常見的是三至六部，而其節拍結構通常由兩或三個三行詩段組成，後接一至兩個對句詩段。 不同於反覆演唱同一旋律的詩節式結構， 大多數牧歌為全曲直譜形式，也就是每一節歌詞皆配以不同的音樂，以便作曲家能夠透過音樂表現出每一行詩句，甚至單字所蘊含的情感。
1520年代，由受到義大利影響的法蘭德斯—佛萊芒作曲家所創作的牧歌，部分源自於三至四聲部的佛羅托拉歌曲，流行於1470至1530年）；部分則源於作曲家對以義大利方言書寫詩作的興趣復甦；同時亦受到法國香颂的風格影響；以及經文歌（13至16世紀）複音結構的影響。技術層面上，佛羅托拉將音樂套用於詩句的詩節上，而牧歌則為全曲直譜，即每節歌詞皆有不同音樂編寫。 文藝復興時期的牧歌作曲形式，與14世紀的特雷琴托牧歌（1300–1370）在結構上大不相同，兩者僅共用「牧歌」（madrigal）此名稱。
在藝術表現方面，牧歌是義大利文藝復興最重要的世俗音樂形式，並於16世紀後期達到其形式與歷史上的巔峰時期。當時，牧歌也被德國與英國的作曲家所採納，如約翰·威爾比、湯瑪斯·威爾克斯與湯瑪斯·莫利皆為英國牧歌學派（1588–1627）代表作曲家。儘管具英國風格，多數英國牧歌仍為三至六聲部的a cappella（無伴奏）作品，其音樂風格多仿自或翻譯自義大利原創牧歌。 到16世紀中葉，義大利作曲家開始將牧歌形式融入康塔塔與對話劇作品中；至17世紀初，牧歌則逐漸被詠嘆調取代，成為歌劇中的主要曲式。

## 歷史

### 起源與早期牧歌

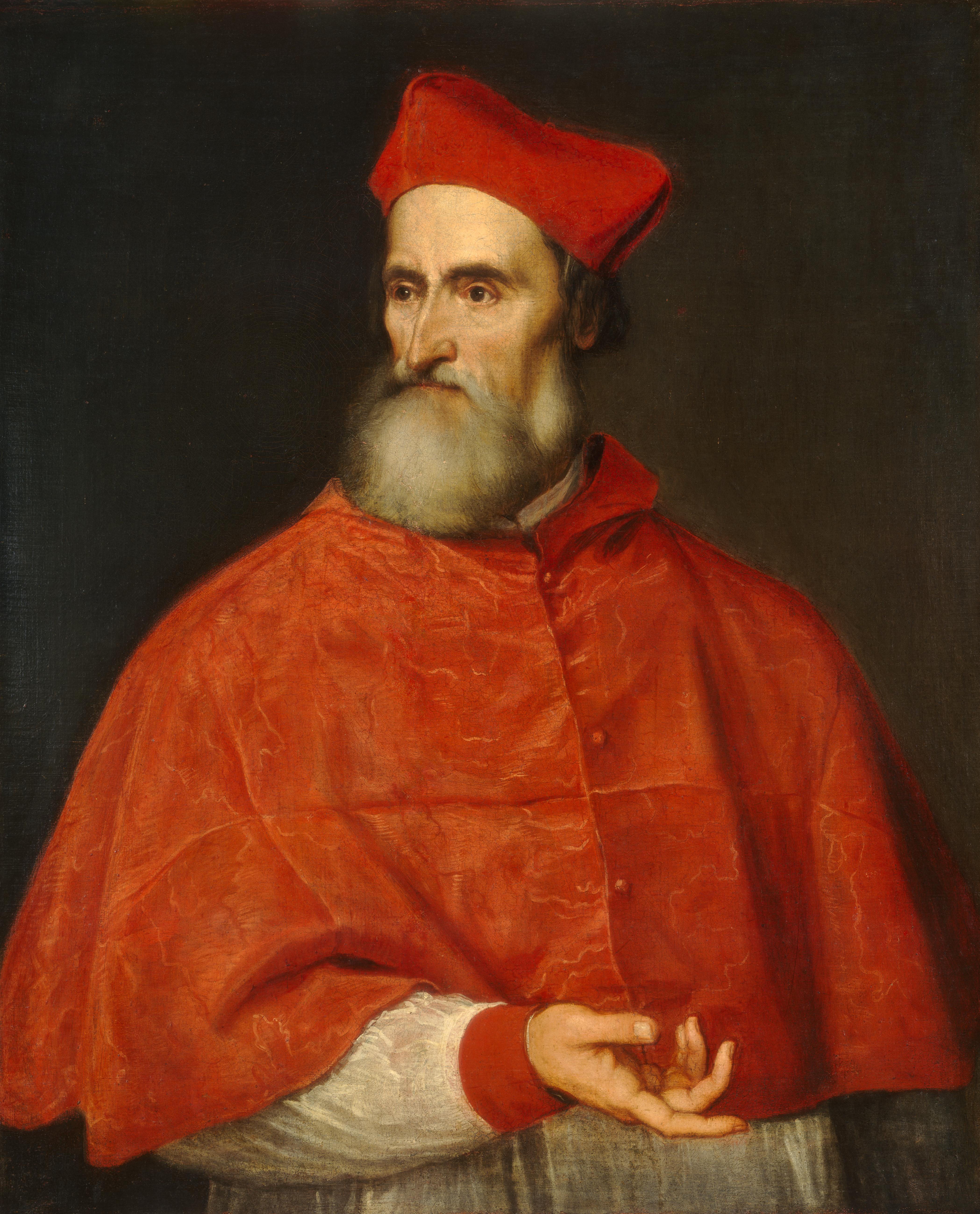
樞機主教皮埃特羅·本博提倡使用托斯卡納方言（即義大利語）進行詩歌與文學創作，這促使作曲家在16世紀義大利為牧歌形式創作抒情風格的音樂。

牧歌是一種起源於16世紀義大利的人文主義潮流下的音樂創作形式。首先，牧歌反映了對義大利語作為日常交流語言（地方话）的重新重視，取代了傳統的拉丁語使用。1501年，文學理論家皮埃特羅·本博出版了詩人弗朗切斯科·彼特拉克的詩作版本，並發表《Oratio pro litteris graecis》（1453年），主張運用拉丁語詩律學，強調詞語的音韻與句法（即詞在句中的位置），以達成優雅的文風。牧歌作為一種詩歌形式，通常由不規則數量的詩行組成，每行約7至11個音節，且無重複段落。
其次，義大利是法蘭克-佛蘭德學派作曲家，即所謂奧特雷蒙塔尼（「來自阿爾卑斯山那頭的人」），的常見目的地。他們因受義大利文化吸引，並希望受雇於貴族宮廷或羅馬天主教會，而來到義大利。這些法蘭克-佛蘭德學派的作曲家擅長創作複音宗教音樂，也熟悉本國的世俗音樂如香頌，而這些風格與15世紀末至16世紀初義大利的輕快世俗音樂截然不同。
此外，印刷術的進步使得樂譜在義大利更為普及與容易取得。當時盛行的音樂形式如弗羅托拉、巴拉塔、小坎佐尼與假面舞曲，皆屬風格輕鬆且文學性較低的音樂類型，通常採用重複段落結構，且多由女高音主導的齊唱演出，其和聲與曲式較為簡單，與法蘭克-佛蘭德學派的複音作品形成對比。此外，義大利民眾的文學品味逐漸從輕浮的詩作轉向貝姆博及其學派所推崇的嚴肅詩歌，而這些詩歌的藝術需求超越了弗羅托拉等形式的作曲彈性。
在1520年代的過渡時期，牧歌逐漸取代弗羅托拉成為主流。早期牧歌作品可見於貝爾納多·皮薩諾於1520年出版的《Musica di messer Bernardo Pisano sopra le canzone del Petrarcha》一書，雖然書中未明確標示任何作品為「牧歌」，但其中部分作品採用了彼特拉克的詩式與文字描寫法技巧，成為後來牧歌的重要特徵。而菲利普·維爾德洛於1530年出版的《Madrigali de diversi musici: libro primo de la Serena》則收錄了塞巴斯蒂亞諾·費斯塔、科斯坦佐·費斯塔、馬斯特·讓及維爾德洛本人的作品。
1533至1534年間，維爾德洛於威尼斯出版了兩本極受歡迎的四聲部牧歌集，並於1540年再版。此一成功促使法蘭克-佛蘭德學派奠基人阿德里安·維拉爾特（Adrian Willaert, 1490–1562）於1536年將部分四聲部牧歌改編為獨唱搭配魯特琴伴奏的版本。1541年，維爾德洛又出版了五聲部與六聲部的牧歌。而阿卡代尔特於1539年出版的《Il primo libro di madrigali》則是當時最受歡迎且重印次數最多的牧歌選集。在風格上，阿爾卡代爾與維爾德洛的牧歌作品更接近法國香頌，而非義大利的弗羅托拉或經文歌（motet），因為他們以法語為母語。作曲時，他們特別重視文字的表達，體現了貝姆博所提倡的理念，並多採用通篇譜曲（through-composed）的方式，而非香頌常見的主歌-副歌結構。

### 16世紀中期
雖然牧歌起源於佛羅倫斯和羅馬，但到了16世紀中期，威尼斯已成為音樂活動的中心。1527年羅馬劫掠與1529至1530年的佛羅倫斯圍城戰 (1529–1530)等政治動盪削弱了這些城市作為音樂重鎮的重要性。此外，威尼斯也是當時歐洲的音樂出版中心；聖馬爾谷聖殿宗主教座堂開始吸引來自歐洲各地的音樂家；而彼得羅·貝姆博亦於1529年返回威尼斯。阿德里安·维拉尔特及其在聖馬爾谷大殿的同僚，如吉羅拉莫·帕拉博斯科、雅克·布斯、巴爾達薩雷·多納托、佩里索內·坎比奧和契普里亞諾·德·羅雷皆為當時牧歌的重要作曲家。
與亞卡代爾特和韋爾德洛不同，維拉爾特偏好使用複雜的複音語言結構，因此他的牧歌更接近經文歌；但他會在同音與複音段落之間變換，以凸顯詩句內容；而在選擇詩文時，維拉爾特偏好彼特拉克的十四行诗。 僅次於維拉爾特的契普里亞諾·德·羅雷則是最具影響力的牧歌作曲家；若說維拉爾特在文本處理上節制含蓄，力求整體和諧、避免強烈對比，那麼羅雷則偏好誇張的修辭手法，包括文字描寫法和罕見的半音變化關係，這一作曲趨勢亦受到音樂理論家尼科拉·維琴蒂諾的鼓勵。 羅雷的音樂語言孕育出使此體裁鮮明獨特的「牧歌主義」風格（madrigalisms），而五聲部配置也因此成為標準的作曲格式。

### 1550年代–1570年代

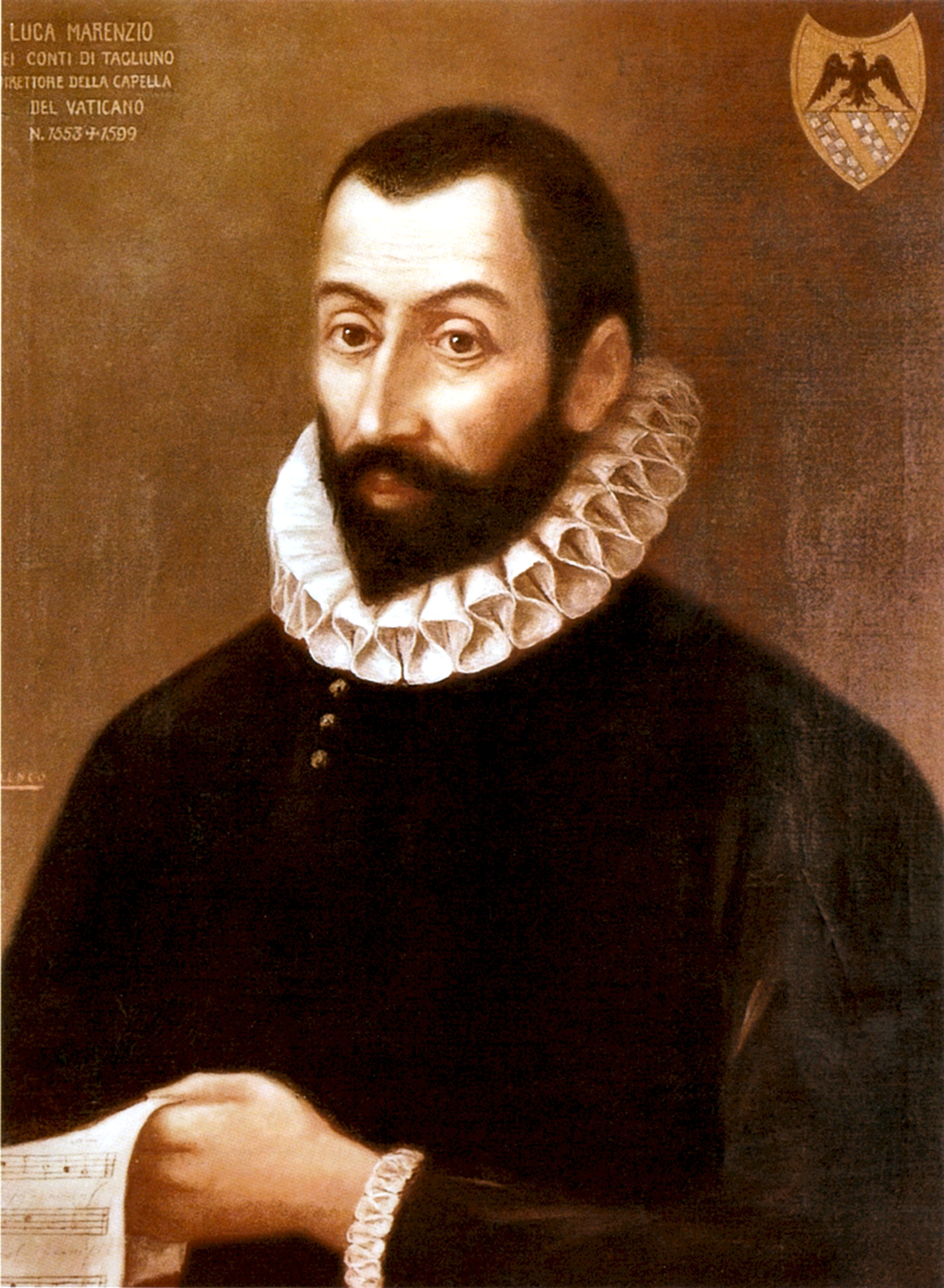
在16世紀最後二十年，牧歌作曲家盧卡·馬倫濟歐為當時的重要作曲家，直到蒙特威爾第於巴洛克時期改造牧歌這一音樂形式為止。

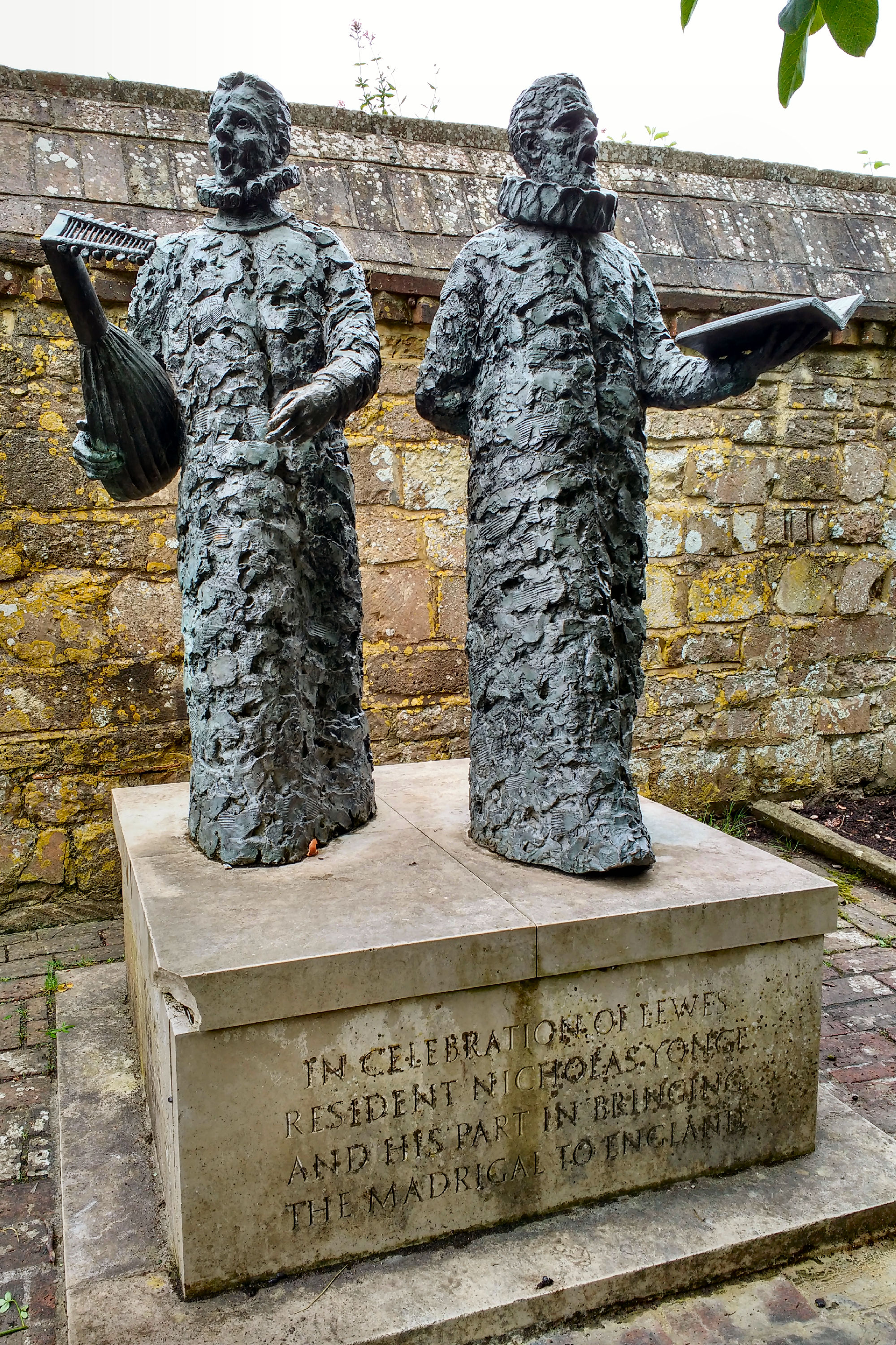
歌手及出版人尼可拉斯·楊格的雕像，他將牧歌引進英格蘭。

牧歌的後期發展始於契普里亞諾·德·羅雷，他的作品構成了17世紀初存在的牧歌創作基本形式。 相關作曲家包括乔瓦尼·皮耶路易吉·达·帕莱斯特里纳早期曾創作世俗音樂；奥兰多·德·拉絮斯創作了十二首經文歌《女預言者的預言》（1600年），並於1556年遷至慕尼黑後，開始在義大利以外地區開展牧歌創作的歷史；以及菲利普·德·蒙特，該者於1554年首次出版作品。
在威尼斯，安德烈·加布里埃利創作的牧歌呈現出如其經文歌作品般明亮開放的複音質地。在阿方索二世·埃斯特的宮廷裡設有著名的「淑女音樂會」（1580–1597），由三位女性歌手組成，作曲家盧扎斯科·盧扎斯基、賈克斯·德·韋爾特和洛多維科·阿戈斯蒂尼為她們創作華麗的牧歌，常搭配樂器伴奏。費拉拉的「淑女音樂會」展現出極高藝術水準，吸引眾多作曲家前往該宮廷聆聽表演，並為其創作作品。隨後，其他城市亦仿效設立自己的「淑女音樂會」，如佛羅倫斯，麥第奇家族亦委託亞歷山德羅·斯特里焦創作盧扎斯基風格的牧歌。 在羅馬，盧卡·馬倫濟歐的牧歌作品則最接近整合當時各種風格的牧歌。
到了1560年代，馬爾克·安東尼奧·因耶涅里（蒙特威爾第之師）、安德烈·加布里埃利及喬萬尼·費雷蒂將較輕快的音樂元素重新帶入牧歌中；嚴肅的彼特拉克詩作，內容圍繞愛情、思念與死亡，被村歌與小坎佐尼取代，這些新形式包含舞曲節奏與輕鬆主題的詩句。 在16世紀末，作曲家開始使用文字描寫法創作「牧歌主義」段落，即音樂內容與歌詞的語義相互對應；例如以快速跳動的音符描繪「riso」（笑），或用向下滑落的音符描繪「sospiro」（嘆息）。但到了17世紀，對文字描寫法的接受度已改變；在《第一冊愛之歌》（First Book of Ayres，1601年）中，詩人兼作曲家托马斯·坎皮恩即批評這種手法為牧歌中的負面矯飾：「當每個詞的特性都被刻意以音符表現時……這種對詞句過於稚氣的觀察實屬可笑。」

### 世紀之交

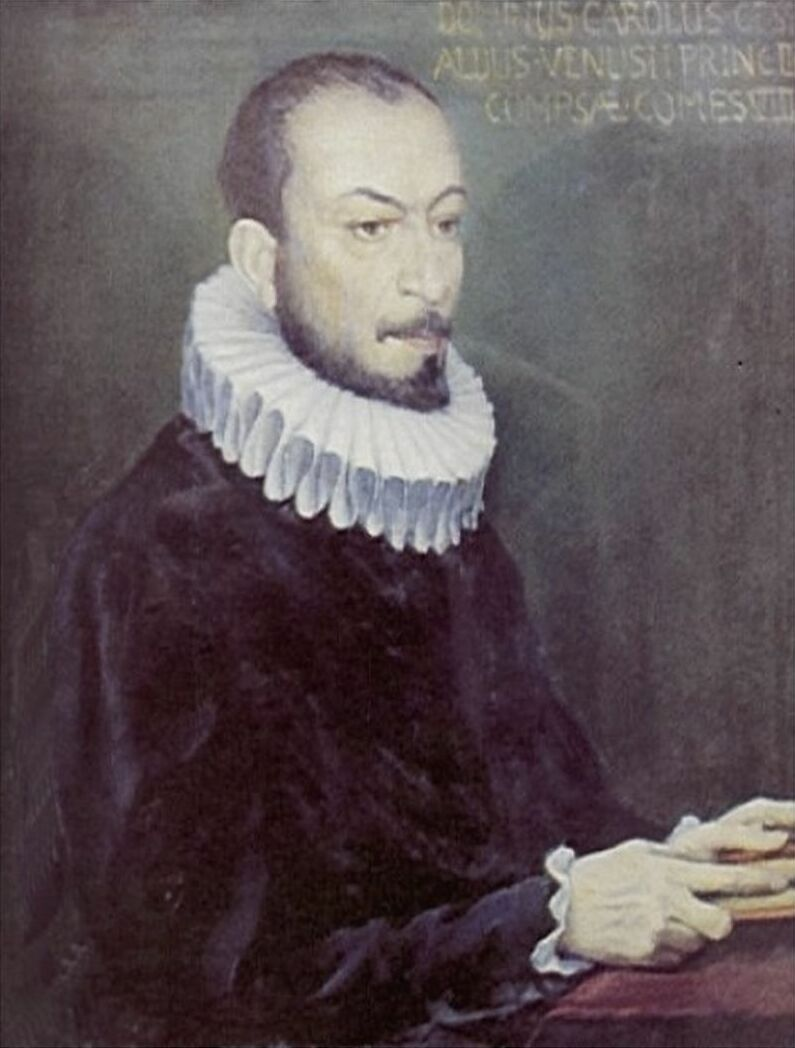
卡洛·杰苏阿尔多·達·韋諾薩（1566年－1613年），韋諾薩親王與孔札伯爵，其創作的牧歌與宗教音樂中出現了直至19世紀末才再度聽見的半音階風格。

16世紀末，牧歌社會功能的轉變促使其發展出新的音樂形式。自發明以來，牧歌有兩項功能：為少數技藝嫻熟的業餘歌手與音樂家所享用的私人娛樂；以及作為公眾儀式音樂表演的補充。牧歌因其業餘娛樂功能而聲名鵲起，然而當牧歌作曲家開始創作音域更寬廣、戲劇張力更強，因而難度更高的樂曲時，便由職業歌手取代了業餘歌手，因為這些表達情感的作品需要音域寬廣的獨唱者，而非僅以中音為主的合唱團。
在費拉拉與曼托瓦等城市，演奏者與觀眾之間的分界逐漸成形，1590年代牧歌中所傳達的情感，在17世紀初期的歌劇中則透過詠嘆調加以表現；然而作曲家仍持續使用牧歌形式，包括傳統的多聲部牧歌、帶樂器伴奏的獨唱牧歌，以及協奏風格牧歌，而克劳迪奥·蒙特威尔第正是這類協奏牧歌中最著名的作曲家。
在那不勒斯，卡洛·傑祖阿爾多的作曲風格承襲其導師盧札斯科·盧札斯基，後者出版過六冊牧歌作品，以及宗教作品《聖週誦課經文集》（Responsoria pro hebdomada sancta，1611年）。1590年代初，傑祖阿爾多從阿方索·豐塔內利與盧札斯基等費拉拉作曲家處學習了半音階音樂與音樂紋理的對比技巧。不過，極少有作曲家追隨其風格上的矯飾主義與極端半音階寫作手法，這些技術僅被安東尼奧·奇夫拉、西吉斯蒙多·丹迪亞與多梅尼科·馬佐基等人偶爾採用於其作品中。 在1620年代，傑祖阿爾多的繼任者為米開朗基羅·羅西，他出版的兩冊無伴奏牧歌作品展現了持續且極端的半音階技法。

### 向協奏風格牧歌的過渡

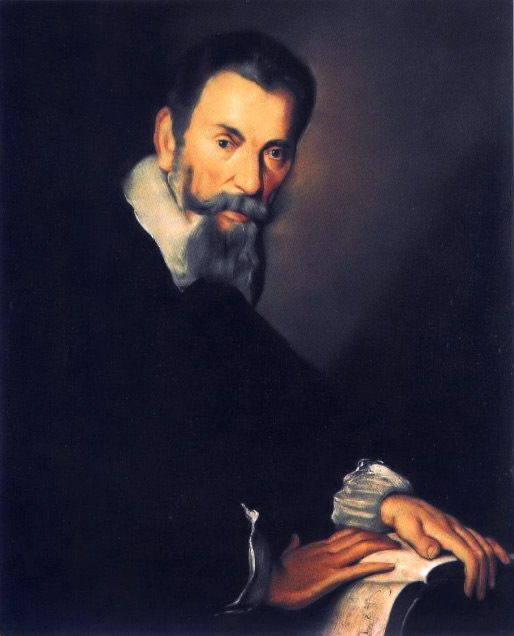
17世紀初，克劳迪奥·蒙特威尔第（1567–1643）是最具影響力的牧歌作曲家。圖為伯納多·史特羅齊繪，1640年。

在文藝復興音樂向巴洛克音樂過渡的過程中，克劳迪奥·蒙特威尔第被廣泛視為最重要的牧歌作曲家之一。他的九部牧歌集展現了從16世紀末的複音音樂風格，逐步過渡到17世紀初結合单声歌曲、協奏風格與通奏低音伴奏的巴洛克風格。作為一位極具表現力的作曲家，蒙特威爾第避免了當時傑蘇爾多的半音階主義極端風格，而更著重於牧歌形式中內在的戲劇性表現。他的第五與第六部牧歌集既包含均等聲部的複音牧歌（16世紀末風格），也收錄具獨唱聲部並配以通奏低音的牧歌，後者特點包括未準備的不協和音與宣敘調式段落，預示了獨唱牧歌向詠嘆調整合的發展。在第五部牧歌集中，蒙特威爾第首次使用「seconda pratica」（第二作曲法）一詞，強調牧歌中的歌詞應為「和聲的主宰」，此說法為對當時保守派音樂理論家喬瓦尼·阿圖西主張的回應，後者辯護16世紀末舊式複音牧歌中不協和音的嚴格限制，反對協奏風格牧歌的創新發展。
17世紀初十年間，義大利牧歌的作曲技法由過去均衡聲部的a cappella（無伴奏合唱）形式，演變為帶有器樂伴奏的一至多聲部聲樂作品。中間聲部的角色逐漸弱化，取而代之的是女高音與低音線的強調，調性功能建立，並自由使用不協和音以強化聲部群與樂器間的戲劇對比。17世紀牧歌主要由兩條路徑演化：具有通奏低音的獨唱牧歌；具有通奏低音的二重唱以上聲部牧歌。在英國，作曲家仍延續16世紀風格的重唱牧歌傳統。至1600年，牧歌創作中的和聲及戲劇性變化開始包含器樂伴奏，因牧歌原本為技藝高超的業餘演奏者群體所創作，非純供被動聽眾欣賞；器樂則用以填補缺失的聲部。作曲家多未具體規定器樂配置；蒙特威爾第在其《第五部》與《第六部牧歌集》中稱器樂低音部分（basso seguente）在重唱牧歌中為可選。常用以演奏低音線與補足中聲部的樂器有魯特琴、西奧博琴及大鍵琴。

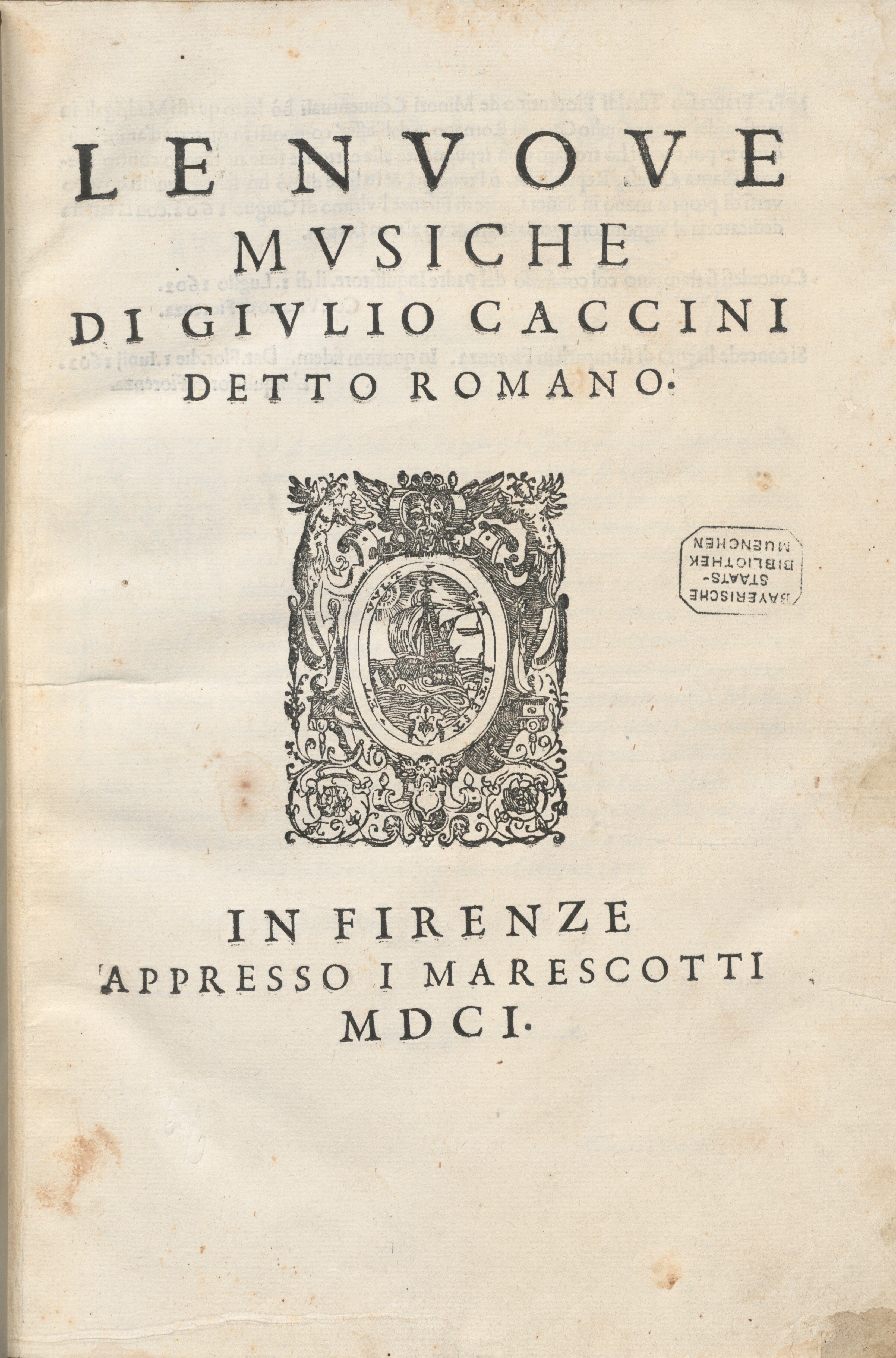
《新音樂》（1601年）封面，由牧歌作曲家朱利奧·卡契尼創作

牧歌作曲家朱利歐·卡契尼創作了以「獨唱持續低音」（solo continuo）風格為主的牧歌作品，該風格技術上與獨唱旋律相關，並承襲自1573–1587年間佛羅倫斯詩人樂人協會的音樂實驗。在其獨唱牧歌集《新音樂》（Le nuove musiche，1601）序言中，卡契尼明確表示創作目的在於反對傳統對位法，因其妨礙歌詞語意的清晰表達，強調歌詞與音樂應緊密結合。隨後，作曲家馬爾科·達·加利亞諾、西吉斯蒙多·丹迪亞及克勞迪奧·薩拉奇尼也發表了獨唱持續低音風格的牧歌集。卡契尼的音樂多以全音音階為基礎，而後期作曲家尤其是丹迪亞則在作品中探索並運用半音音樂的實驗語彙。蒙特威爾第於1619年發表的《第七冊牧歌集》包含其唯一的獨唱持續低音牧歌，採用一名歌手與三組樂器伴奏，技術上較1600年卡契尼的作品更為複雜與先進。
自約1620年起，詠歎調逐漸取代單聲部的牧歌風格。1618年出版的最後一本獨唱牧歌集中已無詠歎調作品，同年出版的詠歎調集中也未包含牧歌作品。此後，詠歎調的出版量超越牧歌，創作豐富的牧歌作曲家如薩拉奇尼與丹迪亞亦在1620年代中期停止發表牧歌作品。
1630年代後期，兩本牧歌集總結了晚期牧歌的創作與技術實踐。多梅尼科·馬佐基於《五聲部牧歌譜》（Madrigali a 5 voci in partitura，1638年）中，將牧歌分類為通奏低音與a cappella的合唱作品。這是第一次在牧歌作品集中出版具體的演奏說明，包括強弱法的記號；然而這些牧歌主要供音樂學研究使用，而非為演出創作，顯示馬佐基將牧歌視為一種過去的音樂創作形式。 在《第八冊牧歌集》（1638年）中，蒙特威爾第發表了他最著名的牧歌《坦克雷迪與克羅琳達之戰》（Combattimento di Tancredi e Clorinda），這是一首極具戲劇性的作品，近似世俗神劇，並使用了如激動風格（stile concitato）等音樂創新手法，此風格運用了弦樂震音技法。最終，音樂創作的發展使牧歌不再作為一種獨立的音樂形式；獨唱清唱劇與詠歎調取代了獨唱持續低音牧歌，而合唱牧歌則被清唱劇與對話劇式的作品所取代；到了1640年，歌劇已成為17世紀主流的戲劇性音樂形式。

### 英國牧歌樂派

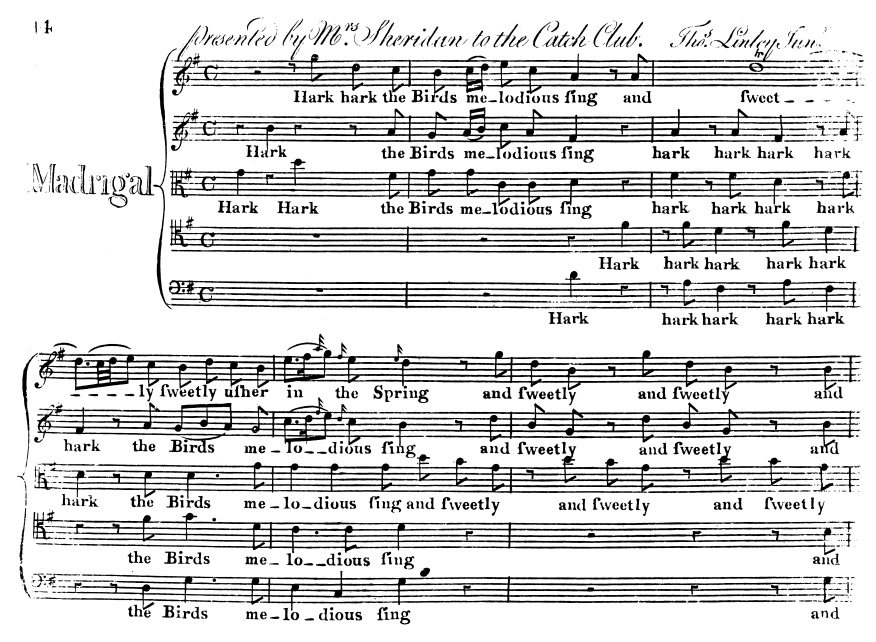
《聽啊！聽啊！鳥兒在鳴叫》（"Hark! Hark! The birds"），由小湯瑪士·林利五聲部所作之G大調牧歌，「由謝里丹先生贈予狩獵俱樂部」（見圖中題字）

16世紀的英格蘭，隨著尼可拉斯·楊格於1588年出版《越阿爾卑斯山的音樂》（Musica Transalpina），這是一部收錄義大利牧歌並附有英文譯詞的合輯之後，牧歌曲風迅速受到歡迎，進而啟發了英格蘭本土的牧歌創作。無伴奏牧歌在英國的流行時間長於歐陸；即使在歐洲已不再風行，英國作曲家仍延續16世紀末義大利的音樂風格，持續進行創作。
18世紀初，英格蘭的卡曲俱樂部與歡歌俱樂部重燃了牧歌演唱的風潮，引發了對此曲式的重新關注，並促使音樂組織如牧歌協會的成立ˇ；該會由律師兼業餘音樂家約翰·伊明斯於1741年在倫敦創立。
到了19世紀，由於16、17世紀大量的樂譜出版，使得牧歌成為文藝復興音樂中最廣為人知的一支，甚至早於乔瓦尼·皮耶路易吉·达·帕莱斯特里纳作品的重新發現。

### 在歐洲的影響
16世紀，義大利牧歌的音樂形式對歐洲世俗音樂造成深遠影響，作曲家們或以義大利語，或以本地語言進行創作。其影響力大小則視當地世俗音樂的文化傳統而定。在法國，因本土的香頌（chanson）創作傳統深厚，致使「法式牧歌」難以發展成獨立風格；儘管如此，法國作曲家如奥兰多·德·拉絮斯與克勞德·勒熱訥仍在其作品中融入牧歌風格的技巧。在荷蘭，科內利斯·費爾東克、休伯特·瓦爾蘭以及扬·彼得松·斯韦林克等人則以義大利語創作牧歌。
在德語區的歐洲，創作牧歌最為多產的作曲家包括慕尼黑的拉絮斯以及維也納的菲利普·德·蒙特。學習義大利牧歌作曲技巧的德語區作曲家，特別是在威尼斯，則有漢斯·列奧·哈斯勒，其師承安德烈·加布里埃利，以及曾向乔万尼·加布里埃利學習的海因里希·许茨。來自北歐的丹麥與波蘭宮廷作曲家也曾赴義大利學習義大利牧歌風格；而盧卡·馬倫濟歐則曾在波蘭華沙擔任國王齐格蒙特三世·瓦萨的宮廷音樂總監（maestro di cappella）。
維滕貝格大學校長卡斯帕·齊格勒與海因里希·舒茨合著了牧歌論文集《Von den Madrigalen》（1653年）。

## 牧歌派作曲家列表

### 三百年期
- 弗朗切斯科·蘭迪尼（英语：Francesco Landini）
- 雅各波·達·博洛尼亞（英语：Jacopo da Bologna）

### 早期
- 阿卡代尔特 – 《第一冊四聲部集》，1543年。牧歌印刷最廣的作者。
- 弗朗切斯科·科爾泰恰（英语：Francesco Corteccia） – 美第奇家族科西莫一世宮廷作曲家。
- 科斯坦佐·費斯塔（英语：Costanzo Festa） – 《第一冊三聲部集》，1541年。
- 貝爾納多·皮薩諾（英语：Bernardo Pisano）
- 西普里亞諾·德·羅雷（英语：Cypriano de Rore） – 《第一冊五聲部集》，1542年。
- 菲利普·維爾德洛（英语：Philippe Verdelot） – 《第一冊五聲部集》，1535年。首批牧歌作曲家之一，也與美第奇宮廷有關。
- 阿德里安·威拉爾特 – 弗拉芒裔作曲家，威尼斯學派創始人。

### 晚期文藝復興
- 安德烈亞·加布里埃利（英语：Andrea Gabrieli） – 《第一冊三聲部集》，1575年。
- 奧蘭多·迪·拉索（英语：Orlando di Lasso）
- 弗朗西斯科·萊昂塔里蒂斯（英语：Francisco Leontaritis）
- 菲利普·德·蒙特（英语：Philippe de Monte） – 著有最多牧歌集的作曲家。
- 喬瓦尼·皮耶路易吉·達·帕萊斯特里納 – 以神聖音樂著稱，亦作至少140首世俗牧歌。
- 喬萬·萊昂納多·普里馬維拉（英语：Giovan Leonardo Primavera）

### 巴洛克
- 卡米洛·科爾特里尼（英语：Camillo Cortellini） – 《第一冊五及六聲部集》，1583年。
- 卡洛·杰苏阿尔多 – 《第一冊》，1594年。
- 西吉斯蒙多·迪·印第亞（英语：Sigismondo d'India） – 《第一冊五聲部集》，1606年。
- 盧扎斯科·盧扎斯基（英语：Luzzasco Luzzaschi） – 《第一冊五聲部集》，1571年。
- 盧卡·馬倫濟歐 – 《第一冊五聲部集》，1580年。
- 克劳迪奥·蒙特威尔第 – 《第一冊五聲部集》，1587年。
- 雅克·德·韋爾特（英语：Giaches de Wert） – 《第一冊五聲部集》，1558年。

### 巴洛克牧歌
- 阿戈斯蒂諾·阿加札里（英语：Agostino Agazzari） – 《第一冊五聲部集》，1600年。
- 阿德里亞諾·班基耶里（英语：Adriano Banchieri）
- 安東尼奧·卡爾達拉（英语：Antonio Caldara）
- 安東尼奧·洛蒂（英语：Antonio Lotti）
- 朱利奧·卡奇尼（英语：Giulio Caccini）
- 安東尼奧·奇弗拉（英语：Antonio Cifra） – 《第一冊五聲部集》，1605年。
- 西吉斯蒙多·迪·印第亞（英语：Sigismondo d'India）
- 馬爾科·達·加里亞諾（英语：Marco da Gagliano） – 《第一冊五聲部集》，1602年。
- 亞歷山德羅·格蘭迪（英语：Alessandro Grandi）
- 馬爾科·馬拉佐利（英语：Marco Marazzoli）
- 多梅尼科·馬佐基（英语：Domenico Mazzocchi）
- 克劳迪奥·蒙特威尔第
- 喬瓦尼·普里烏利（英语：Giovanni Priuli） – 《第一冊》，1604年。
- 保羅·夸利亞蒂（英语：Paolo Quagliati） – 《第一冊四聲部集》，1608年。
- 米開朗基羅·羅西（英语：Michelangelo Rossi）
- 薩拉莫內·羅西（英语：Salamone Rossi） – 《第一冊五聲部集》，1600年。其《第二冊》，1602年，是首個配持續低音的牧歌例子。
- 克勞迪奧·薩拉奇尼（英语：Claudio Saracini）
- 芭芭拉·斯特羅齊（英语：Barbara Strozzi） – 《第一冊二至五聲部牧歌》，1644年。
- 奧拉齊奧·維基（英语：Orazio Vecchi） – 《第一冊六聲部集》，1583年。

### 德國
- 漢斯·利奧·哈斯勒（英语：Hans Leo Hassler） – 《第一冊》，1600年。
- 約翰·赫爾曼·謝恩（英语：Johann Hermann Schein）
- 海因里希·舒茲（英语：Heinrich Schütz） – 《第一冊五聲部集》，威尼斯，1611年。

### 英國牧歌學派
- 托馬斯·貝茨頓（英语：Thomas Bateson）
- 威廉·伯德
- 約翰·道蘭
- 約翰·法默（英语：John Farmer）
- 奧蘭多·吉朋斯（英语：Orlando Gibbons）
- 托馬斯·莫利（英语：Thomas Morley）
- 托馬斯·湯姆金斯（英语：Thomas Tomkins）
- 托馬斯·威爾克斯（英语：Thomas Weelkes）
- 約翰·威爾拜（英语：John Wilbye）

### 古典時期
- 塞繆爾·韋斯利（英语：Samuel Wesley）
- 托馬斯·阿特伍德·沃爾米斯利（英语：Thomas Attwood Walmisley）
- 約瑟夫·巴恩比（英语：Joseph Barnby）
- 約翰·沃爾·卡爾科特（英语：John Wall Callcott）

## 另見
- 北歐牧歌
- 田園牧歌
- 彌撒
- 經文歌
- 風格主義

### Sources
- 丹尼斯·阿諾德（英语：Denis Arnold）; Wakelin, Emma. . Alison Latham  (编). . 2011. ISBN 978-0-19-957903-7.
- Artusi, Giovanni. . . 由Oliver Strunk翻译. New York: W. W. Norton. 1950.
- Atlas, Allan W. . New York: W. W. Norton. 1998. ISBN 0-393-97169-4.
- Brown, Howard Mayer. . Prentice Hall History of Music Series. Englewood Cliffs, New Jersey: Prentice-Hall. 1976. ISBN 0-13-608497-4.
- 艾爾法特·愛因斯坦（英语：Alfred Einstein）.  (Three volumes). Princeton, New Jersey: Princeton University Press. 1949. ISBN 0-691-09112-9.
- 庫爾特·馮·費歇爾（英语：Kurt von Fischer）; D'Agostino, Gianluca; Haar, 詹姆斯·哈爾（英语：James Haar）; Newcomb, Anthony; Ossi, Massimo; 尼格爾·福頓（英语：Nigel Fortune）; Kerman, 約瑟夫·克曼（英语：Joseph Kerman）; Roche, Jerome. . L. Macy  (编). . 2001. ISBN 978-1-56159-263-0. doi:10.1093/gmo/9781561592630.article.40075.
- 唐·邁克爾·蘭德爾（英语：Don Michael Randel） (编). . Cambridge, Massachusetts: Harvard University Press. 1986. ISBN 0-674-61525-5.
- 古斯塔夫·立斯（英语：Gustave Reese）. . New York: W. W. Norton. 1954. ISBN 0-393-09530-4.

- Iain Fenlon and 詹姆斯·哈爾（英语：James Haar）: The Italian Madrigal in the Early 16th Century: Sources and Interpretation. Cambridge, 1988
- 湯瑪斯·奧里潘（英语：Thomas Oliphant (lyricist)）, ed. (1837) La musa madrigalesca, or, A collection of madrigals, ballets, roundelays etc.: chiefly of the Elizabethan age; with remarks and annotations. London: Calkin and Budd
- 公有領域聲樂檔案館 contains scores for many madrigals

## 外部連結
- Gosse, Edmund William; Tovey, Donald Francis. .  17 (第11版). London: 295. 1911.
- Early Music; free recordings of English Madrigals, free recordings of German Lieder and free recordings of Spanish Madrigals, from Umeå Academic Choir, Academic Computer Club, 于默奥大学, Sweden
- The Italian Madrigal Resource Center